# Зятчашур
Зятчашу́р (рос. Зятчашур) — присілок в Балезінському районі Удмуртії, Росія.

## Населення
Населення — 89 осіб (2010; 132 в 2002).
Національний склад станом на 2002 рік:
- удмурти — 88 %